# De wereld in kaart
De wereld in kaart is een Nederlandstalige, Duitstalige en Engelstalige atlas van C.J. Schüler. Het boek is in 2010 uitgegeven door Éditions Place des Victoires en heeft 383 pagina's. In de atlas staan oude kaarten van de Royal Geographical Society met bijschriften.

## Hoofdstukken
- Terra Antiqua: Cartografie voor 1492
- Nieuw Gevonden Land, 1492-1569
- De Gouden Eeuw van de Nederlandse Cartografie, 1569-1672
- Wetenschap en Handel, 1672-1820
- Het tijdperk van het Britse Rijk, 1820-1914